# Johann Wilhelm Sauerwein
Johann Wilhelm Sauerwein, Pseudonym: Philipp Dietrich Wittlich (* 9. Mai 1803 in Frankfurt am Main; † 31. März 1847 ebenda) war ein deutscher Autor, Journalist und Professor in Frankreich für deutsche und englische Sprache.
Er setzte sich für den Erhalt der Presse- und Meinungsfreiheit in Deutschland ein und war Teilnehmer des Hambacher sowie Wilhelmsbader Festes 1832. Bekanntheit erlangte er für seine lokalhumoristischen literarischen Arbeiten über die Stadt Frankfurt.

## Leben
Johann Wilhelm Sauerwein wurde am 9. Mai 1803 als Sohn des Schneidermeisters Johann Adam Sauerwein im Steinernen Haus am Markt geboren, das sein Vater gepachtet hatte. Er besuchte zunächst eine private Quartierschule und wechselte 1813 auf die neugegründete städtische Männerschule der Weißfrauenkirche. 1817 veranlasste der Pfarrer der Weißfrauenkirche Anton Kirchner ihn zum Übertritt auf das Städtische Gymnasium zur Vorbereitung auf das Theologiestudium. Von 1822 bis 1825 studierte Sauerwein an der Ruprecht-Karls-Universität in Heidelberg. Dort schloss er sich 1822 der Alten Heidelberger Burschenschaft an. Als Predigtamts-Kandidat kehrte er zurück in seine Heimatstadt Frankfurt. Dort kam er jedoch, wie der fast gleichaltrige Gesinnungsgenosse Johann Friedrich Funck (1804–1857), von der Laufbahn ins Pfarramt ab.
Das Predigerministerium verweigerte ihm am 24. Mai 1828 die Zulassung zum Examen, angeblich nachdem er sich an der privaten Aufführung der Localposse Der alte Bürger-Capitän von Carl Malß in der elterlichen Wohnung beteiligt und dabei einen Konsistorialrat verspottet hatte. Wahrscheinlich ist, dass Sauerwein nach der Rückkehr sich vermehrt Ende der 1820er Jahre der Schriftstellerei widmete so wie seine Freunde Funck und Johann Christoph Freyeisen (1803–1849). Sie engagierten sich in der liberalen Bewegung zu Anfang der 1830er. Anders als seine Freunde fand er den Anschluss aber eher zögerlich, denn noch 1831 bewarb Sauerwein sich mehrfach erfolglos um eine Lehrerstelle am Gymnasium als Kandidat der Theologie. Dennoch nahm Sauerwein lebhaften Anteil an allen Umtrieben im Raum Frankfurt und hatte Beziehungen zum Deutschen Preß- und Vaterlandsverein. Die Zensurbehörde der Freien Stadt Frankfurt übte Druck auf die Zeitschrift Zeitbilder aus, keine publizistischen Angriffe auf den Deutschen Bund zu drucken. Mit Freyeisen verschlug es ihn daher in das liberalere Kurfürstentum Hessen. Am 6. September 1831 ist von ihm zu lesen: „Deutschland ist immer noch ein großer Wald, aber voll Schlagbäumen, und Schlagbäume sind für Fürsten die ergiebigsten Bäume.“ Auch in anderen Artikeln machte er der deutsch-patriotischen Beklemmung dieser Tage Luft.
Am 27. Mai 1832 nahm Sauerwein zusammen mit einer Abordnung Frankfurter am Hambacher Fest teil. Später Ende Juni 1832 auf dem Wilhelmsbader Fest betätigte er sich sogar als Redner und sprach sich für die Verbrüderung zwischen Militär und Volk aus. Sauerweins literarische Mitarbeit an den politischen Zeitschriften in dieser Zeit wie der Volkshalle, Eulenspiegel, Proteus und Zeitschwingen blieben anders als bei journalistischen Kollegen bis 1833 ohne gerichtliche Strafe, weil viele seiner Beiträge eher humoristisch-satirischen als politischen Charakter hatten. Am 9. Juli 1832 erhielt Sauerwein eine polizeiliche Verwarnung, sich künftig der Angriffe gegen den Deutschen Bund zu enthalten.
Am 28. Juni 1832 beschloss die Bundesversammlung des Deutschen Bundes „Sechs Artikel zur Aufrechterhaltung der gesetzlichen Ruhe und Ordnung im Deutschen Bund“ und weitere zehn Folge-Artikel am 5. Juli 1832. Dagegen opponierte Sauerwein in Zeitungsartikeln und bezeichnete die Beschlüsse als ungerecht. Sauerwein wurde angeklagt und vom Gericht zu vier Wochen Gefängnis verurteilt. In der Berufungsverhandlung wies sein Anwalt Friedrich Siegmund Jucho erfolgreich darauf hin, dass die kurfürstlich-hessische Zensur in Hanau den Artikel genehmigt hatte und erzielte einen Freispruch. Am 11. August nach nur 24 Ausgaben wurde die Deutsche Volkshalle verboten und zwang zur Verlegung auf Flugblätter, die weniger zensierbar waren als eine periodisch erscheinende Zeitschrift.
Nach dem missglückten Frankfurter Wachensturm vom 3. April 1833 verhängte der Deutsche Bund vorübergehend die Bundesexekution gegen die Freie Stadt Frankfurt und richtete eine Bundeszentralbehörde ein, die bis 1842 gegen über 2000 Verdächtige vorging. Nachdem der am Wachensturm beteiligte Student Bernhard Lizius aus der Haft, die er in der Konstablerwache verbrachte, entfliehen konnte, verfasste Sauerwein das Lizius-Lied, das bald in der ganzen Stadt nach der Melodie „Ich bin der Doktor Eisenbarth“ gesungen wurde. Sauerwein begründete zusammen mit Funck und Freyeisen sowie dem Arzt Carl Bunsen den liberalen Männerbund (Er trug den Kriegsnamen „Essig“). Seine revolutionären Umtriebe setzte er auch weiterhin fort und verbreitete hierzu insbesondere das Bauern-Conversations-Lexikon, das er mit Freunden in Marburg an der Lahn herausgab. Nach Verhaftung der Freunde verließ er im März 1834 „vorbeugend“ Frankfurt unter dem Vorwand keine Anstellung zu finden. Tatsächlich wurde auch er steckbrieflich gesucht als angeblicher Verfasser und Verbreiter einer 1831 erschienenen Broschüre „Der 1. Mai“.
Sauerwein floh über Liestal nach Bern in die Schweiz. Dort machte er Übersetzung um sein Lebensunterhalt zu bestreiten. In der Zeitschrift Nordlicht veröffentlichte er vermutlich einige Artikel. Auch hielt er lose Kontakt mit dem Jungen Deutschland. Anstellung fand er beim Berner Volksfreund und arbeitete zusammen mit Hartwig von Hundt-Radowsky und Bernhard Lizius. Im Sommer 1835 reiste er nach Paris zur Suche nach einer Anstellung mit Einkommen aus literarischer Arbeit. Die Hoffnung darauf zerschlug sich und er kehrte wieder nach Bern zurück. 1836 wurde er Professor der deutschen und englischen Sprache am Collège in Saint-Marcellin (Isère) in Frankreich. In Lyon traf er zusammen mit dem Frankfurter Dichter und Verleger Friedrich Stoltze, mit dem er schon Anfang der 1830er Jahre Umgang pflegte, als die Frankfurter Demokraten sich regelmäßig im Lokal Zum Rebstock von Stoltzes Vater versammelten.
Sauerwein erkrankte an Rückenmarkslähmung und musste 1844 die Professur in Saint Marcellin aufgeben. In der Hoffnung auf Heilung begab er sich im August 1844 nach Lyon. Hier konnte ihm jedoch nicht geholfen werden, so entschied er sich zur Rückkehr in seine Geburtsstadt. Dort stellte Sauerwein sich der Inquisitions-Behörde. Diese sah jedoch von der Verfolgung ab und ließ Sauerwein unbehelligt. Nach langem Siechtum starb er in Frankfurt am 31. März 1847.

## Wirken
Rudolf Jung schreibt, dass Sauerweins literarische Tätigkeiten sich kaum mehr im Einzelnen nachweisen lassen. Sauerwein beteiligte sich an den verschiedenen gegen den Bund gerichteten Zeitungen und Zeitschriften, die in Frankfurt und Umgebung in rascher Folge erschienen, unterdrückt wurden und dann sofort unter einem neuen Namen auflebten. Auch schrieb er in den 30er Jahren Artikel, die die Beschlüsse des Deutschen Bundes als Ungerechtigkeit und Bedrückung bezeichneten. Aller Wahrscheinlichkeit nach stammen von ihm das Lied „Fürsten zum Land hinaus“ und der „Sturmgesang“ (Wie wir Dich beklagen, deutsches Vaterland!). Zudem verfasste er viele politische Broschüren wie „Christkindchen“ oder „Pfeffernüsse“.
Seine mundartlichen Possen und dramatischen Szenen „Der Amerikaner“, „Der Gräff, wie er leibt und lebt“, „Frankfurt, wie es leibt und lebt“ und andere geben eine prachtvoll humoristische Schilderungen des kleinbürgerlichen Lebens in Frankfurt.

## Charakteristika Sauerweins
Rudolf Jung sieht in Sauerwein nicht den starren radikalen Unentwegten wie sein Freund Funck. Er soll ein liebenswürdiger, lebensfroher Dichter und Humorist gewesen sein. Zudem zeugen seine Handschriften, wie die im Frankfurter Stadtarchiv befindliche Brückenauer Colleg-Zeitung, dass Sauerwein humorvoll gewesen sein müsse bis hin zum Schalk. Die zahlreiche Auflage und Freude der Landsleute über seine humorvollen Frankfurter Erzählungen sollen ihm Trost gespendet haben in der Verbannung. Richard Schwemer bemerkt zu Sauerwein, dieser wäre ebenso zu Beginn der 30er Jahre mit Spaß bei der Sache gewesen. Bezeichnend wäre seine halb ironische, halb sentimentale Art. Er wäre von innerer Unruhe getrieben, jedoch blieb sein Streben nach einer festen Stellung erfolglos.
Eduard Beurmann charakterisierte ihn 1835 in den Frankfurter Bildern: „Sauerwein war, bei allem Liberalismus, doch nur ein Frankfurter Philister, aufgeklärt genug, um nicht ein Weigenand zu seyn und an die Aristokratie zu glauben, witzig genug, um den alten Schlendrian persifliren zu können, im Uebrigen aber ein Mann, der viel, sehr viel auf die alte, gute Behaglichkeit in Frankfurt hielt, der gerne Punsch, ein Schöppchen und Baierisches Bier trank, sich dabei über den geistigen Philisterismus amusirte und die Freiheit belobte. Es kam ihm von Herzen, was er sagte und schrioeb; aber, ob Polen fiel, ob die freie Presse unfrei wurde, Essen und Trinken schmeckte ihm eben so gut, und ich glaube nicht, dass er deshalb schlaflose Nächte hatte.“

## Andenken
Laut Rudolf Jung blieben nur Sauerweins mundartliche und lokalhumoristische literarischen Arbeiten in Erinnerung, die 1887 in einer Gesamtausgabe erschienen. Sein politisches Wirken in der Vaterstadt bleibe jedoch unbeachtet. Sein Nachlass befindet sich im Institut für Stadtgeschichte.

## Werke
Lieder
- „Fürsten zum Land hinaus“
- „Sturmgesang“
- „Lizius-Lied“

Werke
- Der Gräff, wie er leibt und lebt.
- Der Amerikaner.
- ABC-Buch der Freiheit für Landeskinder. Hanau 1832.
- Protestation deutscher Bürger für Preßfreiheit in Deutschland. Hanau 1832.
- Das Christkindchen. Offenbach a. Main 1832.
- Pfeffernüsse. Offenbach a. Main 1833.
- Die Gefängnisse und die Gefangenen : ein Wort zur Beförderung der Humanität. Offenbach a. Main 1833.
- Frankfurt wie es leibt und lebt. Erste Ansicht. Der Gemüsmarkt. Frankfurt am Main 1838.
- Die Bernemer Kerb. 1839.
- Frankfurt wie es leibt und lebt. Dritte Ansicht. Der 18. Octower. 1840.